# La Terrisse
La Terrisse är en kommun i departementet Aveyron i regionen Occitanien i södra Frankrike. Kommunen ligger  i kantonen Sainte-Geneviève-sur-Argence som ligger i arrondissementet Rodez. År 2018 hade La Terrisse 145 invånare.

## Befolkningsutveckling
Antalet invånare i kommunen La Terrisse
Referens: INSEE